# Lilla Beddinge socken
Lilla Beddinge socken i Skåne ingick i Vemmenhögs härad, uppgick 1967 i Trelleborgs stad och området ingår sedan 1971 i Trelleborgs kommun och motsvarar från 2016 Lilla Beddinge distrikt.
Socknens areal är 10,59 kvadratkilometer varav 10,58 land.  År 2000 fanns här 914 invånare. En del av tätorten Beddingestrand samt kyrkbyn Lilla Beddinge med sockenkyrkan Lilla Beddinge kyrka ligger i socknen. 

## Administrativ historik
Socknen har medeltida ursprung. 
Vid kommunreformen 1862 övergick socknens ansvar för de kyrkliga frågorna till Lilla Beddinge församling och för de borgerliga frågorna bildades Lilla Beddinge landskommun. Landskommunen uppgick 1952 i Klagstorps landskommun som uppgick 1967 i Trelleborgs stad som ombildades 1971 till Trelleborgs kommun. Församlingen uppgick 2002 i Källstorps församling.
1 januari 2016 inrättades distriktet Lilla Beddinge, med samma omfattning som församlingen hade 1999/2000.  
Socknen har tillhört län, fögderier, tingslag och domsagor enligt vad som beskrivs i artikeln Vemmenhögs härad. De indelta soldaterna tillhörde Södra skånska infanteriregementet, Vemmenhögs kompani och Skånska dragonregementet, Vemmenhögs skvadron, Borreby kompani.

## Geografi
Lilla Beddinge socken ligger öster om Trelleborg vid Östersjökusten. Socknen är en odlad slättbygd på Söderslätt.

## Fornlämningar
Från stenåldern är boplatser och två hällkistor funna. Från bronsåldern finns fem gravhög. 

## Namnet
Namnet skrevs 1446 Bedinge lille och kommer från kyrkbyn. Efterleden är inbyggarbeteckningen inge. Förleden kan innehålla bett, 'betesmark'. Kring 1940 ändrades stavningen i officiella sammanhang från Lilla Bedinge, dock hade den nuvarande stavningen (Lilla Beddinge) sedan tidigare använts i jordeboken.